# Cea (rzeka)
Cea – rzeka w Hiszpanii o długości 157 km, która przepływa przez wspólnotę autonomiczną Kastylia i León. Jest dopływem rzeki Esla w dorzeczu Duero.